# Mike Markart

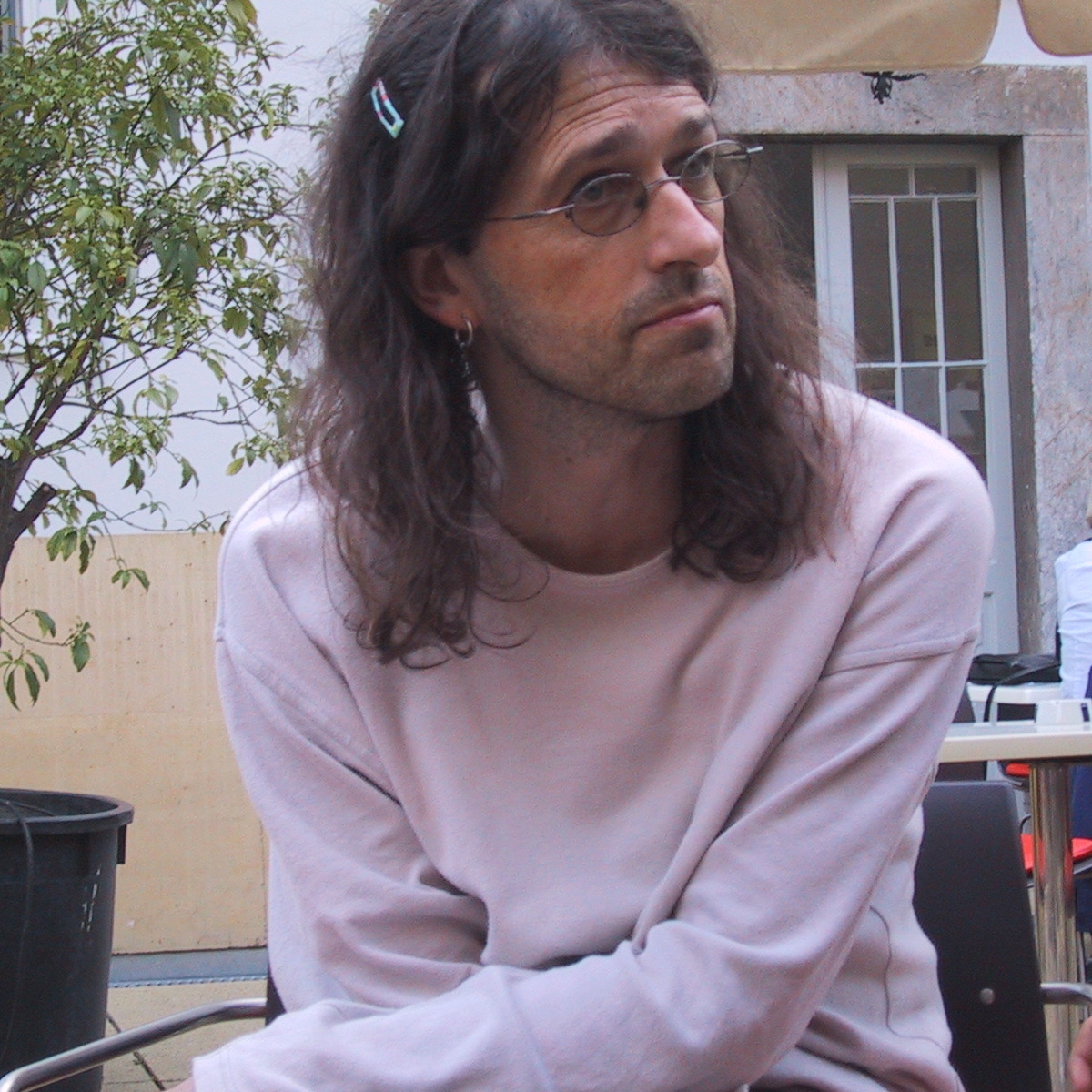
Der Autor im Literaturhaus Graz (2004)

Mike Markart (* 25. August 1961 in Graz) ist ein österreichischer Schriftsteller.

## Leben
In den 1980er Jahren gehörte Mike Markart zu den jungen Grazer Literaten um die Zeitschrift Perspektive und debütierte 1985/86 mit zwei Lyrikbänden im Gangan Verlag, der 1991 auch seinen ersten Roman, Die Einzelteile des Lebens, verlegte. Nachdem er in den 1990er Jahren und den frühen 2000ern vor allem im Hörspiel- und Theaterbereich tätig gewesen ist, erscheinen seit 2008 regelmäßig Romane und Erzählungen. Neben ausgedehnten Aufenthalten in Italien lebt der freie Autor heute in Stainz in der Weststeiermark.

## Werke
Theaterstücke
- Die Ahnfrau, Neufassung (1993)
- Die Täter (2002)
- Des Kaisers neue Kleider – Neufassung (2003)
- Kalcher (2003)
- Boulevard-Komödie (2003)
- Edison – Die Erfindung der Dunkelheit (2014) UA Theater im Keller, Graz

Hörspiele
- Die Anstalt (1994)
- Mein linker Hund .... (1994)
- Köller (1996)
- Hilfe, Monika (1996)
- Krammer (1996)
- Levomepromazin (1997)
- Harrer (1997)
- Alles Grau .... (1997)
- Ich bin ein Mahnmal und ein immerwährender Kalender (1997)
- Wasserköpfe, flaches Denken (1997)
- Magritte (2000)
- Ich weiss nicht wer ich bin ... (2002)
- Kalcher (2003)
- Der dunkle Bellaviri (2005)
- Dillingers Fluchtplan (2008)

Bücher
- Die Einzelteile des Lebens. Roman. 1991.
- Das Tier in meinem Kopf. Prosa. 1993.
- Die windstillen Vogelscheuchen. Lyrik. 1997.
- Dillingers Fluchtplan. Erzählung. 2008.
- Die Kürbismaus. Kinderbuch. 2009.
- Calcata. Roman. Braumüller Literaturverlag, Wien 2009, ISBN 978-3-99200-003-6.
- Magritte. Erzählungen. Edition Keiper, Graz 2012, ISBN 978-3-9503184-9-4.
- Der dunkle Bellaviri. Roman. Keiper, Graz 2013, ISBN 978-3-902901-23-1.
- Ich halte mir diesen Brief wie einen Hund. Roman. Keiper, Graz 2014, ISBN 978-3902901484
- Die geheime Osteria (mit Tom Markart). Kochbuch. Keiper, Graz 2016, ISBN 978-3902901750.
- Venezianische Spaziergänge. Erzählungen. Keiper. Graz 2023, ISBN 978-3-903322-85-1.

Anthologien (Auswahl)
- 2001 (2001)
- grazer tagebuch (2004)
- 4Handschreiben (2005)
- Wissen und Gewissen (2005)
- Rausch.Zu.Stände (2007)
- auf und davon, edition kürbis, Wies 2010
- Das Alphabet der Kindheit, Leykam Verlag, 2012
- Rosegger Reloaded, Keiper Verlag, 2013
- Verortungen, Keiper 2015
- Dächer über Graz, Keiper 2015
- I love my shirt, Edition Kürbis 2016
- Baby, you can drive my car, Edition Kürbis 2020

Hörbücher
- pressplay (2006)

## Auszeichnungen
- Literaturförderungspreis der Stadt Graz (1991)
- Buchprämie des Bundesministeriums (1992)
- Dramatikerstipendium des Bundesministeriums (1992)
- Dramatikerstipendium des Bundesministeriums (1996)
- Stipendium der Filmstiftung Nordrhein-Westfalen, Düsseldorf (1998)
- Romstipendium (1999)
- Dramatikerstipendium der Stadt Graz (1999)
- Würth-Literaturpreis (2001)
- Karlsruher Hörspielpreis (2001)
- Romstipendium (2001)
- Einladung zur Künstlerbegegnung St. Lambrecht (2002)
- Romstipendium (2006)
- Romstipendium (2008)